# Baños de Río Tobía
Baños de Río Tobía is een gemeente in de Spaanse provincie en regio La Rioja met een oppervlakte van 17,59 km². Baños de Río Tobía telt 1.620 inwoners (1 januari 2016).

## Geboren
- Eduardo Martínez Somalo (1927-2021), theoloog en kardinaal